# ماسايا نيشيتاني
ماسايا نيشيتاني (باليابانية: 西谷 正也) (16 سبتمبر 1978 في توكوشيما في اليابان – )؛ هو لاعب كرة قدم ياباني سابق كان يلعب كلاعب وسط.

## وصلات خارجية
- ماسايا نيشيتاني على موقع الاتحاد الدولي (مؤرشف)  (الإنجليزية)
- ماسايا نيشيتاني على موقع رابطة كرة القدم اليابانية للمحترفين (اليابانية)
- ماسايا نيشيتاني على موقع قاعدة بيانات كرة القدم.إي يو (الإنجليزية)
- ماسايا نيشيتاني على موقع عالم كرة القدم.نت (الإنجليزية)